# Bromkresolgrün
Bromkresolgrün (auch Bromkresolblau) ist ein Triphenylmethanfarbstoff und gehört zur Gruppe der Sulfonphthaleine. Es kann durch Bromierung von Kresolpurpur dargestellt werden. Das lösliche Natriumsalz ist ein pH-Indikator.

## Eigenschaften und Verwendung
Das Sulton hat ein Anregungsmaximum bei 423 nm in Methanol und das in Wasser gelöste Natriumsalz bei 617 nm.
Bromkresolgrün schlägt im pH-Bereich 3,8–5,4 von gelb über grün nach tiefblau um. Der pKs-Wert liegt bei 4,90. In der Literatur wird der pKs-Wert auch bei 4,6 angegeben.

Bei der Säure-Base-Titration wird es als Indikator im sauren Bereich verwendet. Außerdem zeigt es beim Ammoniumnachweis nach Kjeldahl und bei der Bestimmung der Carbonathärte durch Titration mit Salzsäure den Umschlagpunkt an. Es ist als Färbemittel für Kosmetika zugelassen und wird auch als Farbstoffmarker bei der Agarose-Gelelektrophorese von DNA verwendet.

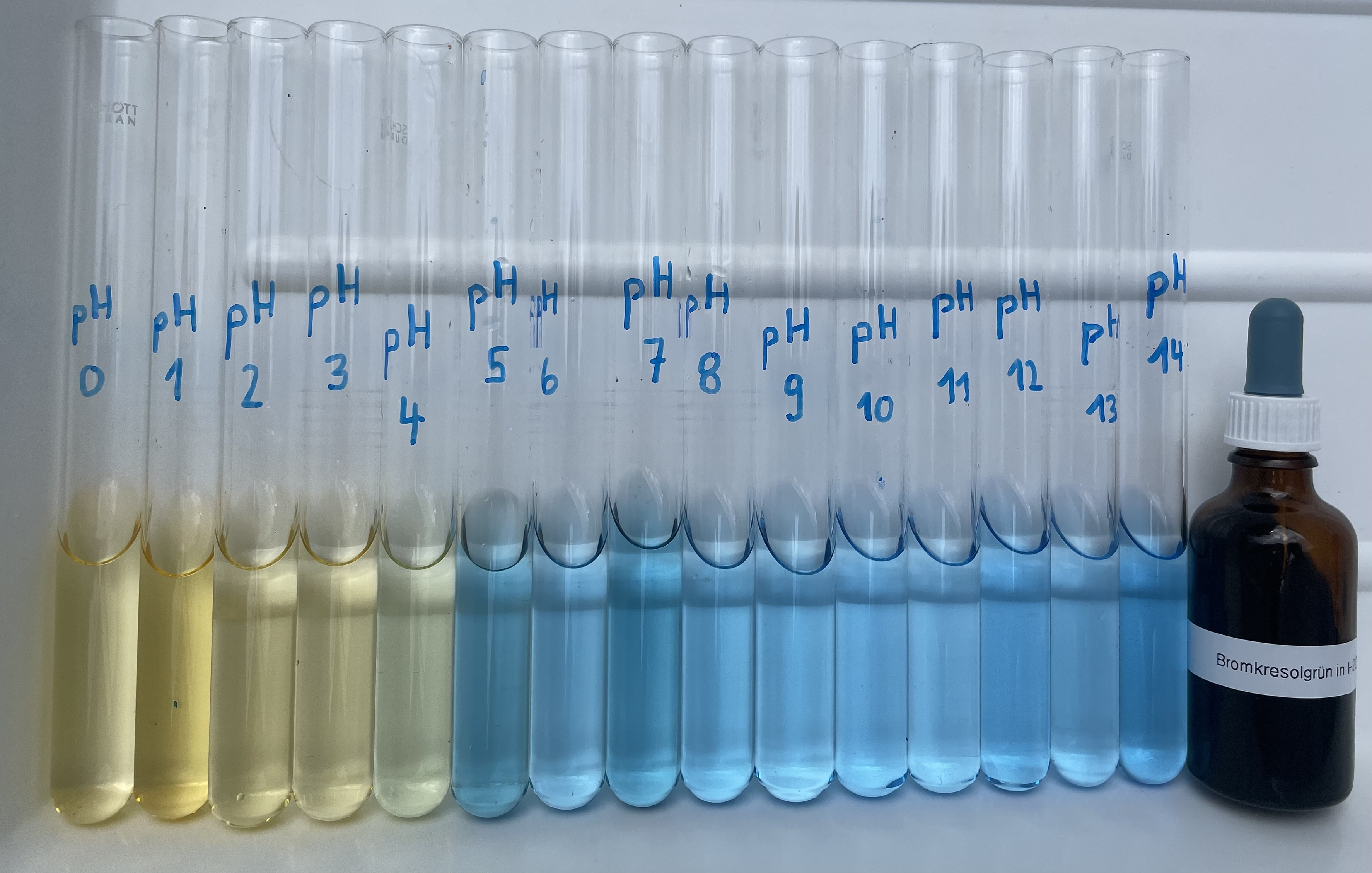
pH-Reihe mit dem Indikator Bromkresolgrün

1958 fand Bromkresolgrün erste Anwendung bei Untersuchungen der Permeabilität der Hirn-Blut-Schranke. Auch findet es als selektiver Inhibitor des Anionentransporters in der Niere Verwendung.
Es wird zudem als Sprühreagenz zur Detektion bei der Dünnschichtchromatographie von organischen Säuren verwendet.